# Spielvereinigung Greuther Fürth 2017-2018
Questa voce raccoglie le informazioni riguardanti lo  Spielvereinigung Greuther Fürth  nelle competizioni ufficiali della stagione calcistica 2017-2018.

## Stagione
Nella stagione 2017-2018 il Greuther Fürth, allenato da Damir Burić, concluse il campionato di 2. Bundesliga al 15º posto. In coppa di Germania il Greuther Fürth fu eliminato al secondo turno dall'Ingolstadt 04.

## Rosa
| N. |                           | Ruolo | Calciatore        |
| -- | ------------------------- | ----- | ----------------- |
| 30 | Germania (bandiera)       | P     | Sascha Burchert   |
| 1  | Germania (bandiera)       | P     | Marius Funk       |
| 25 | Germania (bandiera)       | P     | Timo Königsmann   |
| 24 | Ungheria (bandiera)       | P     | Balázs Megyeri    |
| 26 | Germania (bandiera)       | D     | Korbinian Burger  |
| 4  | Austria (bandiera)        | D     | Lukas Gugganig    |
| 19 | Germania (bandiera)       | D     | Roberto Hilbert   |
| 5  | Svezia (bandiera)         | D     | Richárd Magyar    |
| 22 | Croazia (bandiera)        | D     | Mario Maloča      |
| 21 | Germania (bandiera)       | D     | Khaled Narey      |
| 35 | Germania (bandiera)       | D     | Dominik Schad     |
| 3  | Germania (bandiera)       | D     | Maximilian Wittek |
| 7  | Germania (bandiera)       | C     | Levent Ayçiçek    |
| 14 | Costa d'Avorio (bandiera) | C     | Mathis Bolly      |
| 13 | Germania (bandiera)       | C     | Marco Caligiuri   |
| 29 | Germania (bandiera)       | C     | Tolcay Ciğerci    |

| N. |                        | Ruolo | Calciatore         |
| -- | ---------------------- | ----- | ------------------ |
| 15 | Germania (bandiera)    | C     | Sebastian Ernst    |
| 10 | Albania (bandiera)     | C     | Jürgen Gjasula     |
| 18 | Germania (bandiera)    | C     | Benedikt Kirsch    |
| 20 | Germania (bandiera)    | C     | Matti Langer       |
| 16 | Ungheria (bandiera)    | C     | Ádám Pintér        |
| 39 | Germania (bandiera)    | C     | David Raum         |
| 23 | Turchia (bandiera)     | C     | Sercan Sararer     |
| 40 | Germania (bandiera)    | C     | Patrick Sontheimer |
| 11 | Danimarca (bandiera)   | A     | Uffe Manich Bech   |
| 9  | Germania (bandiera)    | A     | Serdar Dursun      |
| 8  | Stati Uniti (bandiera) | A     | Julian Green       |
| 6  | Inghilterra (bandiera) | A     | Kaylen Hinds       |
| 33 | Slovenia (bandiera)    | A     | Nik Omladič        |
| 17 | Germania (bandiera)    | A     | Fabian Reese       |
| 31 | Germania (bandiera)    | A     | Daniel Steininger  |

## Organigramma societario
Area tecnica
- Allenatore: Damir Burić
- Allenatore in seconda: Mirko Dickhaut
- Preparatore dei portieri: Christian Fiedler
- Preparatori atletici: Michael Schleinkofer

## Risultati

### 2. Bundesliga

#### Girone di andata
| Arbitro: | Storks |

|          |           |  |
| Sulu 56’ | Marcatori |  |

| Arbitro: | Ittrich |

|             |           |                            |
| Omladič 72’ | Marcatori | 38’ Staude 42’ (rig.) Klos |

| Arbitro: | Schmidt |

|                                            |           |             |
| Ducksch 25’ Schmidt 32’ Drexler 76’ (rig.) | Marcatori | 12’ Gjasula |

| Arbitro: | Gräfe |

|  |           |            |
|  | Marcatori | 55’ Kittel |

| Arbitro: | Thomsen |

|           |           |             |
| Heise 36’ | Marcatori | 82’ Hofmann |

| Arbitro: | Petersen |

|                               |           |                       |
| Dursun 35’, 63’ Caligiuri 44’ | Marcatori | 62’ (rig.) Gießelmann |

| Arbitro: | Jöllenbeck |

|                                  |           |  |
| Nyman 22’ Baffoe 28’ Kumbela 79’ | Marcatori |  |

| Arbitro: | Zwayer |

|                    |           |                                   |
| Gjasula 79’ (rig.) | Marcatori | 9’ Ishak 58’ Teuchert 90’ Behrens |

| Arbitro: | Storks |

|                         |           |  |
| Andersson 71’, 74’, 80’ | Marcatori |  |

| Arbitro: | Rohde |

|                          |           |             |
| Narey 40’ Steininger 87’ | Marcatori | 78’ Bunjaku |

| Arbitro: | Petersen |

|                                  |           |            |
| Kurzweg 4’ Gogia 41’ Hedlund 76’ | Marcatori | 57’ Wittek |

| Arbitro: | Dingert |

|                      |           |                 |
| Narey 27’ Maloča 81’ | Marcatori | 78’ Sukuta-Pasu |

| Arbitro: | Siewer |

|                                    |           |                          |
| Adamyan 20’, 44’ Magyar 68’ (aut.) | Marcatori | 32’ Magyar 47’ Caligiuri |

| Arbitro: | Winkmann |

|                |           |              |
| Hinterseer 17’ | Marcatori | 7’ Caligiuri |

| Arbitro: | Thomsen |

|                                         |           |  |
| Wittek 33’ Raum 45’ Narey 72’ Green 79’ | Marcatori |  |

| Arbitro: | Schlager |

|                       |           |  |
| Cauly 40’ Tashchy 44’ | Marcatori |  |

| Arbitro: | Sather |

|            |           |  |
| Magyar 29’ | Marcatori |  |

#### Girone di ritorno
| Arbitro: | Reichel |

|            |           |              |
| Wittek 45’ | Marcatori | 90’ Altıntop |

| Bielefeld 24 gennaio 2018, ore 20:30 19ª giornata | Arminia Bielefeld | 0 – 0 referto | Greuther Fürth | SchücoArena (12.512 spett.)\| Arbitro: \| Waschitzki \| |
| Arbitro:                                          | Waschitzki        |               |                |                                                         |

| Fürth (Baviera) 27 gennaio 2018, ore 13:00 20ª giornata | Greuther Fürth | 0 – 0 referto | Holstein Kiel | Sportpark Ronhof Thomas Sommer (7.755 spett.)\| Arbitro: \| Kempter \| |
| Arbitro:                                                | Kempter        |               |               |                                                                        |

| Arbitro: | Jablonski |

|                                  |           |  |
| Kittel 33’ Morales 70’ Pledl 88’ | Marcatori |  |

| Arbitro: | Siewer |

|              |           |  |
| Gugganig 39’ | Marcatori |  |

| Arbitro: | Storks |

|           |           |            |
| Usami 76’ | Marcatori | 10’ Wittek |

| Arbitro: | Jöllenbeck |

|                     |           |             |
| Narey 21’ Ernst 79’ | Marcatori | 45’ Kumbela |

| Arbitro: | Gräfe |

|  |           |                          |
|  | Marcatori | 49’ Narey 90’ Steininger |

| Arbitro: | Heft |

|                      |           |           |
| Green 17’ Maloča 73’ | Marcatori | 45’ Osawe |

| Arbitro: | Welz |

|                         |           |           |
| Köpke 34’ Cacutalua 41’ | Marcatori | 86’ Narey |

| Arbitro: | Gerach |

|                               |           |               |
| Hilbert 21’ Prömel 75’ (aut.) | Marcatori | 49’ Friedrich |

| Sandhausen 6 aprile 2018, ore 18:30 29ª giornata | Sandhausen | 0 – 0 referto | Greuther Fürth | Hardtwaldstadion (6.013 spett.)\| Arbitro: \| Siewer \| |
| Arbitro:                                         | Siewer     |               |                |                                                         |

| Arbitro: | Stieler |

|                    |           |                 |
| Nandzik 87’ (aut.) | Marcatori | 48’, 84’ George |

| Arbitro: | Kempter |

|            |           |                |
| Dursun 27’ | Marcatori | 82’ Hinterseer |

| Arbitro: | Gräfe |

|                                       |           |  |
| Diamantakos 7’ Flum 39’ Neudecker 61’ | Marcatori |  |

| Arbitro: | Stegemann |

|                         |           |                       |
| Caligiuri 44’ Ernst 75’ | Marcatori | 62’ Tashchy 64’ Cauly |

| Arbitro: | Osmers |

|            |           |           |
| Skarke 90’ | Marcatori | 51’ Green |

### Coppa di Germania
| Arbitro: | Kempter |

|  |           |                                                |
|  | Marcatori | 16’, 18’ Hofmann 59’ Raum 85’ Dursun 87’ Ernst |

| Arbitro: | Osmers |

|          |           |                                      |
| Raum 46’ | Marcatori | 48’ (rig.) Cohen 83’ Lex 87’ Morales |

## Statistiche

### Statistiche di squadra
| Competizione      | Punti | In casa | In casa | In casa | In casa | In casa | In casa | In trasferta | In trasferta | In trasferta | In trasferta | In trasferta | In trasferta | Totale | Totale | Totale | Totale | Totale | Totale | DR  |
| Competizione      | Punti | G       | V       | N       | P       | Gf      | Gs      | G            | V            | N            | P            | Gf           | Gs           | G      | V      | N      | P      | Gf     | Gs     | DR  |
| ----------------- | ----- | ------- | ------- | ------- | ------- | ------- | ------- | ------------ | ------------ | ------------ | ------------ | ------------ | ------------ | ------ | ------ | ------ | ------ | ------ | ------ | --- |
| 2. Bundesliga     | 40    | 17      | 9       | 4       | 4       | 26      | 18      | 17           | 1            | 6            | 10           | 11           | 30           | 34     | 10     | 10     | 14     | 37     | 48     | -11 |
| Coppa di Germania | -     | 1       | 0       | 0       | 1       | 1       | 3       | 1            | 1            | 0            | 0            | 5            | 0            | 2      | 1      | 0      | 1      | 6      | 3      | +3  |
| Totale            | -     | 18      | 9       | 4       | 5       | 27      | 21      | 18           | 2            | 6            | 10           | 16           | 30           | 36     | 11     | 10     | 15     | 43     | 51     | -8  |

### Andamento in campionato
| Giornata  | 1  | 2  | 3  | 4  | 5  | 6  | 7  | 8  | 9  | 10 | 11 | 12 | 13 | 14 | 15 | 16 | 17 | 18 | 19 | 20 | 21 | 22 | 23 | 24 | 25 | 26 | 27 | 28 | 29 | 30 | 31 | 32 | 33 | 34 |
| --------- | -- | -- | -- | -- | -- | -- | -- | -- | -- | -- | -- | -- | -- | -- | -- | -- | -- | -- | -- | -- | -- | -- | -- | -- | -- | -- | -- | -- | -- | -- | -- | -- | -- | -- |
| Luogo     | T  | C  | T  | C  | T  | C  | T  | C  | T  | C  | T  | C  | T  | T  | C  | T  | C  | C  | T  | C  | T  | C  | T  | C  | T  | C  | T  | C  | T  | C  | C  | T  | C  | T  |
| Risultato | P  | P  | P  | P  | N  | V  | P  | P  | P  | V  | P  | V  | P  | N  | V  | P  | V  | N  | N  | N  | P  | V  | N  | V  | V  | V  | P  | V  | N  | P  | N  | P  | N  | N  |
| Posizione | 14 | 15 | 17 | 18 | 18 | 17 | 17 | 17 | 18 | 17 | 17 | 17 | 17 | 17 | 17 | 17 | 17 | 17 | 17 | 17 | 17 | 16 | 16 | 16 | 15 | 14 | 15 | 14 | 14 | 14 | 15 | 16 | 17 | 15 |

Legenda:

Luogo: C = Casa; T = Trasferta. Risultato: V = Vittoria; N = Pareggio; P = Sconfitta.

### Statistiche dei giocatori
| Giocatore     | 2. Bundesliga | 2. Bundesliga | 2. Bundesliga | 2. Bundesliga | Coppa di Germania | Coppa di Germania | Coppa di Germania | Coppa di Germania | Totale   | Totale | Totale      | Totale     |
| Giocatore     | Presenze      | Reti          | Ammonizioni   | Espulsioni    | Presenze          | Reti              | Ammonizioni       | Espulsioni        | Presenze | Reti   | Ammonizioni | Espulsioni |
| ------------- | ------------- | ------------- | ------------- | ------------- | ----------------- | ----------------- | ----------------- | ----------------- | -------- | ------ | ----------- | ---------- |
| S. Burchert   | 24            | 0             | 0             | 0             | 1                 | 0                 | 0                 | 0                 | 25       | 0      | 0           | 0          |
| M. Funk       | 1             | 0             | 0             | 0             | 1                 | 0                 | 0                 | 0                 | 2        | 0      | 0           | 0          |
| T. Königsmann | -             | -             | -             | -             | -                 | -                 | -                 | -                 | -        | -      | -           | -          |
| B. Megyeri    | 9             | 0             | 0             | 0             | -                 | -                 | -                 | -                 | 9        | 0      | 0           | 0          |
| K. Burger     | -             | -             | -             | -             | 1                 | 0                 | 0                 | 0                 | 1        | 0      | 0           | 0          |
| L. Gugganig   | 26            | 1             | 4             | 0             | -                 | -                 | -                 | -                 | 26       | 1      | 4           | 0          |
| R. Hilbert    | 22            | 1             | 3             | 0             | -                 | -                 | -                 | -                 | 22       | 1      | 3           | 0          |
| R. Magyar     | 19            | 2             | 3             | 0             | 1                 | 0                 | 0                 | 0                 | 20       | 2      | 3           | 0          |
| M. Maloča     | 31            | 2             | 9             | 0             | 2                 | 0                 | 0                 | 0                 | 33       | 2      | 9           | 0          |
| K. Narey      | 34            | 6             | 4             | 0             | 2                 | 0                 | 0                 | 0                 | 36       | 6      | 4           | 0          |
| D. Schad      | 1             | 0             | 0             | 0             | 1                 | 0                 | 0                 | 0                 | 2        | 0      | 0           | 0          |
| M. Wittek     | 33            | 4             | 9             | 0             | 2                 | 0                 | 0                 | 0                 | 35       | 4      | 9           | 0          |
| L. Ayçiçek    | 21            | 0             | 4             | 0             | 1                 | 0                 | 1                 | 0                 | 22       | 0      | 5           | 0          |
| M. Bolly      | -             | -             | -             | -             | -                 | -                 | -                 | -                 | -        | -      | -           | -          |
| M. Caligiuri  | 32            | 4             | 4             | 0             | 1                 | 0                 | 0                 | 0                 | 33       | 4      | 4           | 0          |
| T. Ciğerci    | 8             | 0             | 0             | 0             | 2                 | 0                 | 1                 | 0                 | 10       | 0      | 1           | 0          |
| S. Ernst      | 21            | 2             | 5             | 0             | 1                 | 1                 | 0                 | 0                 | 22       | 3      | 5           | 0          |
| J. Gjasula    | 26            | 2             | 4             | 0             | 2                 | 0                 | 0                 | 0                 | 28       | 2      | 4           | 0          |
| B. Kirsch     | 2             | 0             | 1             | 0             | -                 | -                 | -                 | -                 | 2        | 0      | 1           | 0          |
| M. Langer     | 1             | 0             | 0             | 1             | -                 | -                 | -                 | -                 | 1        | 0      | 0           | 1          |
| Á. Pintér     | 10            | 0             | 1             | 0             | -                 | -                 | -                 | -                 | 10       | 0      | 1           | 0          |
| D. Raum       | 20            | 1             | 3             | 0             | 2                 | 2                 | 0                 | 0                 | 22       | 3      | 3           | 0          |
| S. Sararer    | 3             | 0             | 0             | 0             | -                 | -                 | -                 | -                 | 3        | 0      | 0           | 0          |
| P. Sontheimer | 15            | 0             | 4             | 0             | -                 | -                 | -                 | -                 | 15       | 0      | 4           | 0          |
| U. Bech       | 2             | 0             | 0             | 0             | -                 | -                 | -                 | -                 | 2        | 0      | 0           | 0          |
| S. Dursun     | 27            | 3             | 3             | 0             | 2                 | 1                 | 0                 | 0                 | 29       | 4      | 3           | 0          |
| J. Green      | 24            | 3             | 5             | 0             | -                 | -                 | -                 | -                 | 24       | 3      | 5           | 0          |
| K. Hinds      | -             | -             | -             | -             | -                 | -                 | -                 | -                 | -        | -      | -           | -          |
| N. Omladič    | 6             | 1             | 2             | 0             | 1                 | 0                 | 0                 | 0                 | 7        | 1      | 2           | 0          |
| F. Reese      | 15            | 0             | 1             | 0             | -                 | -                 | -                 | -                 | 15       | 0      | 1           | 0          |
| D. Steininger | 19            | 2             | 0             | 0             | -                 | -                 | -                 | -                 | 19       | 2      | 0           | 0          |
| V. Berisha    | 4             | 0             | 0             | 0             | 1                 | 0                 | 0                 | 0                 | 5        | 0      | 0           | 0          |
| P. Hofmann    | 9             | 1             | 0             | 0             | 2                 | 2                 | 0                 | 0                 | 11       | 3      | 0           | 0          |
| M. Torres     | 7             | 0             | 1             | 0             | 1                 | 0                 | 0                 | 0                 | 8        | 0      | 1           | 0          |